# Mastermind (canción)
«Mastermind» es una canción de la cantautora estadounidense Taylor Swift, perteneciente a su décimo álbum de estudio original, Midnights (2022). Se inspiró para escribirlo después de ver la película Phantom Thread de 2017. Producida junto a Jack Antonoff, "Mastermind" es una canción electropop que presenta arpegios de sintetizador, armonías vocales en capas y graves expansivos. Su letra trata acerca de un narrador que le confiesa a su amante que fue él quien inició y planificó toda su relación romántica.
La crítica musical elogió a "Mastermind" por su producción y la composición de Swift y algunos comentaron que la letra no debía tomarse demasiado en serio. La pista alcanzó el puesto número 13 en el Billboard Global 200 y el top 20 en las listas nacionales de Australia, Canadá, Malasia, Filipinas, Singapur y Estados Unidos. Recibió certificaciones en Australia, Canadá y el Reino Unido. La canción se incluyó en la lista de canciones del The Eras Tour de Swift (2023-2024).

## Antecedentes y escritura
La cantautora estadounidense Taylor Swift anunció su décimo álbum de estudio, Midnights, en los MTV Video Music Awards 2022 el 28 de agosto. En un video a través de su cuenta de Instagram del 6 de septiembre de 2022, titulado "The making of Midnights ", Swift reveló que Jack Antonoff, quien había trabajado con ella antes en sus cinco álbumes de estudio desde 1989 (2014), era el productor del álbum.  A partir del 21 de septiembre de 2022, exactamente un mes antes del lanzamiento de "Midnights", anunció una serie limitada de trece episodios llamada "Midnights Mayhem with Me" en TikTok.  El propósito de la serie era anunciar el título de una canción en cada episodio haciendo rodar una rueda de lotería que contiene trece pelotas de ping pong numeradas del uno al trece, cada bola representaba una pista.  "Mastermind" fue el primer título de la canción que reveló Swift. 
Swift escribió y produjo "Mastermind" con Antonoff, quien grabó la canción con Laura Sisk en Rough Customer Studio en Brooklyn y Electric Lady Studios en la ciudad de Nueva York. La canción fue mezclada por Serban Ghenea en MixStar Studios en Virginia Beach y masterizada por Randy Merrill en Sterling Sound en Edgewater, Nueva Jersey.  "Mastermind" posee una melodía electropop tenue que dura tres minutos y once segundos.   En línea con otras pistas de Midnights, la producción presenta un ritmo electrónico, arpegios de sintetizador arremolinados, bajos expansivos y armonías vocales en capas. Su instrumentación incorpora batería, guitarras eléctricas, saxofones, percusión, violín y sintetizadores Juno y Minimoog. Ilana Kaplan de Alternative Press comparó los sintetizadores iniciales con la introducción "agitada" de la canción de The Who "Baba O'Riley" (1971).  El crítico de Billboard, Andrew Unterberger, describió los arpegios del sintetizador como "dignos de OMD " y el ritmo de la pista como "un latido acelerado". 
"Mastermind" trata sobre reflexionar acerca de las relaciones amorosas y la declaración que realiza el protagonista al dejar claro que es el cerebro detrás de todo lo que sucedió.    Swift reveló en un artículo de 2023 al periodista del Time Sam Lansky que se inspiró para escribir la canción después de ver la película Phantom Thread de 2017.  La canción comienza: "Érase una vez, los planetas y los destinos y todas las estrellas se alinearon / Tú y yo terminamos en la misma habitación al mismo tiempo". Los críticos del Time interpretaron esta parte como un retroceso al sencillo de Swift de 2008 "Love Story"; ambas canciones hacen referencia al tipo de amantes desventurados de William Shakespeare, pero con efectos contrarios. A lo largo de los versos, el personaje de Swift se presenta a sí misma como la mente maestra que trama un plan.  En el estribillo, el narrador asevera que "nada de eso fue casual" y se proclama responsable de todo lo sucedido, "¿Y si te dijera que soy la mente maestra? Y ahora eres mío/ Todo esto fue hecho bajo diseño." Para algunos críticos, estas letras contrastan con el tema del amor guiado por el azar y el destino en canciones pasadas de Swift (como lo citan los críticos, a saber, " You Belong with Me ", "Don't Blame Me", " Invisible String" o "Long Story Short"). 
Algunos críticos comentaron que los sentimientos confesionales y abiertamente personales de la canción son representativos del tema lírico general de "Midnights" .  Jon Caramanica de The New York Times describió la canción como la "historia del origen del villano" de Swift, destacando la letra del puente: "Nadie quería jugar conmigo cuando era pequeña/ Así que he estado intriganda como una criminal desde entonces/ Para hacer que me amen y hacer que parezca fácil".   Hannah Mylrea de NME consideró la letra citada como una revelación personal que sólo sale a la luz "de madrugada".  Rob Sheffield de Rolling Stone consideró "Mastermind" una "otra cara" de " Enchanted " de Swift (2010) y destacó la letra, "¡Jaque mate! No podía perder".  Dijo que era el "concepto musical" apropiado para Midnights, que describió como un álbum conceptual sobre la "falta patológica de tranquilidad" de Swift.  Para Chris Willman de Variety, el tema también era una representación de cómo "históricamente, las mujeres tienen que hacer todo lo posible para liderar relaciones que los hombres controladores suelen arruinar". 
Según Saloni Gajjar "The AV Club", la canción también se burla de la imagen pública de Swift y su historial de relaciones.  En una reseña para Los Angeles Times, Mikael Wood escribió que además de ser una confesión de la vida amorosa de Swift, "Mastermind" también trata sobre la maniobra de su carrera desde una música country adolescente hasta una estrella pop global ("Siento las bases/ y luego, como un reloj, las fichas de dominó caen en cascada").  Para algunos críticos, la letra no debía tomarse demasiado en serio;  Willman citó la letra, "Lo juro, sólo soy críptica y maquiavélica porque me importa", y dijo que Swift estaba "bromeando" y hablando "no tan en serio".  Brittany Spanos de Rolling Stone indicó que dicha letra demostraba las "formas de dejar pistas" de Swift.  Lauren Huff de Entertainment Weekly comentó que la canción mostraba el "humor autocrítico" de Swift, de manera similar a su sencillo de 2014 "Blank Space".

## Lanzamiento

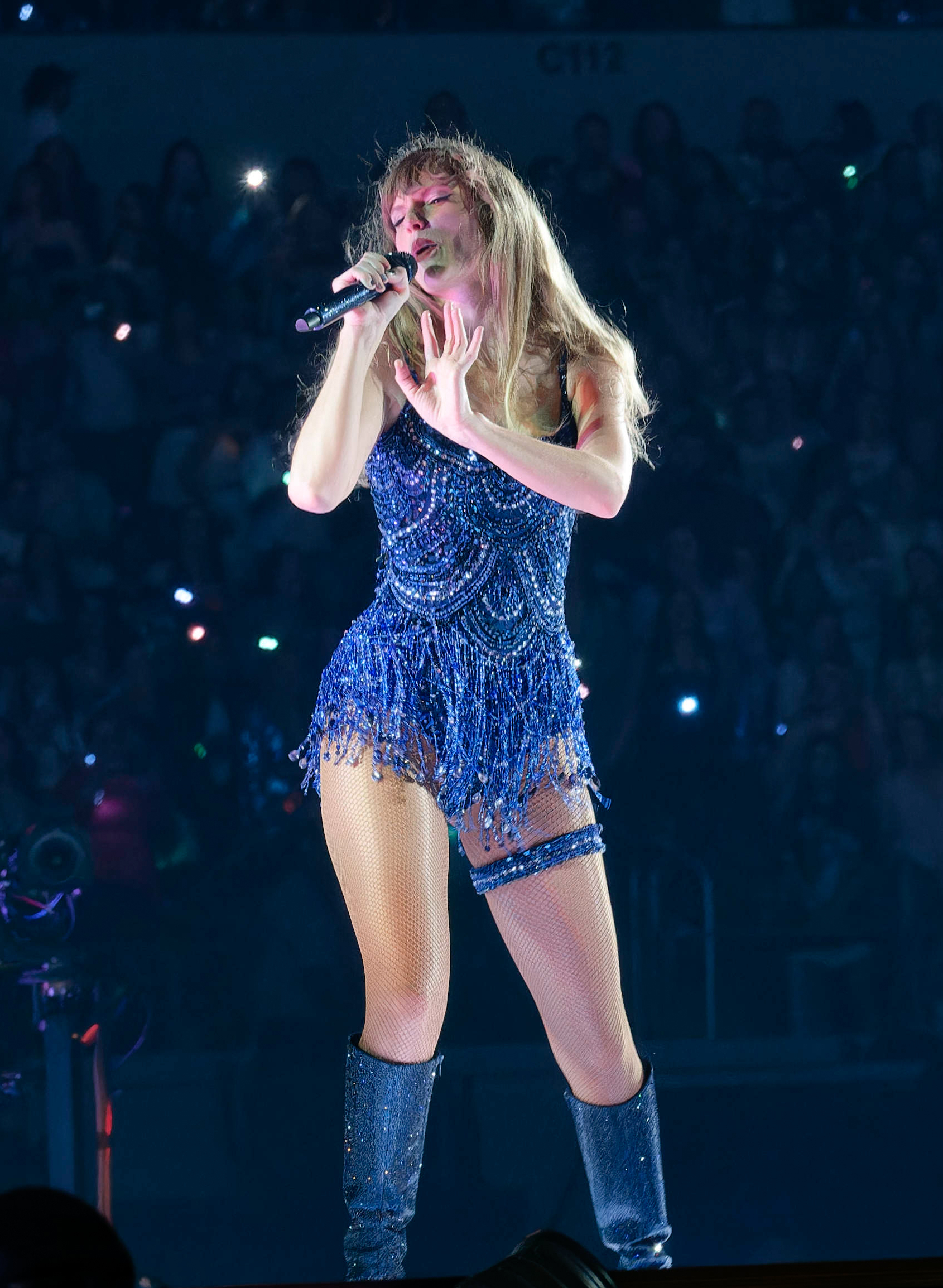
Swift interpretando "Mastermind" en el Eras Tour en 2023

Republic Records lanzó Midnights el 21 de octubre de 2022; "Mastermind" es la pista número 13 en la lista de canciones y sirve como canción de cierre de la edición estándar.   Swift incluyó "Mastermind" en la lista de canciones de su sexta gira de conciertos: The Eras Tour (2023-2024).  "Mastermind" alcanzó su punto máximo dentro del top 20 de las listas de sencillos en Australia (12),  Canadá (12),  Filipinas (13),  Singapur (14),  y Malasia (18);  y además debutó en Portugal (33),  Vietnam (33),  Lituania (51),  República Checa (52),  Suecia (56),  Eslovaquia. (62),  y España (80).  En el Billboard Global 200, las 13 pistas de la edición estándar debutaron dentro del top 15 de la lista simultáneamente; "Mastermind" estaba en el puesto 13.  En Estados Unidos alcanzó el puesto 13 en el Billboard Hot 100 .  "Mastermind" recibió certificaciones en Australia (platino),  Canadá (oro), y el Reino Unido (plata). 

## Recepción
Los críticos musicales dieron a "Mastermind" críticas generalmente positivas, centrándose en la composición. Mikael Wood de Los Angeles Times eligió "Mastermind" como lo más destacado del álbum. Elogió el "ritmo intrincado" de la letra por conjeturar una "imagen indeleble" y, citando la letra "Si no planificas, planeas fracasar", escribió: "Sólo Swift podría hacer que un eslogan de autoayuda suene como un cuento de hadas."  Caramanica también seleccionó la canción como destacada en Midnights por retratar la auto-observación de Swift sobre su imagen.  Para Mylrae, la canción muestra la composición de Swift en su forma más sincera. Ellen Johnston de Paste dijo que la canción era "gratificante",  Alan Light de Esquire la elogió como "impresionante",  y Beats Per Minute la describió como una "canción lujosamente sexual e inteligente" con un toque "sorprendente". lirismo.  Light comparó favorablemente la vulnerabilidad confesional de "Mastermind" con los sentimientos "defensivos y reactivos" del sencillo de Swift de 2017 " Look What You Made Me Do " y describió el desarrollo entre las dos canciones como un "gran avance". 

## Créditos y personal
Los créditos están adaptados de las notas de Midnights.
- Taylor Swift – voz, compositora, productora
- Jack Antonoff – compositor, productor, ingeniero, batería, programación, percusión, sintetizadores, Juno 6, Mellotron, Wurlitzer, coros, grabación, guitarras eléctricas, coros
- Bobby Hawk – violón
- Evan Smith – sintetizadores, saxofón, ingeniero, grabación
- Michael Riddleberger – percusión, ingeniero
- Mikey Freedom Hart – programación, Minimoog, ingeniero
- Zem Audu – saxofón, ingeniero, grabación
- Megan Searl – asistente de ingeniero
- Jon Sher – asistente de ingeniero
- John Rooney – asistente de ingeniero
- Serban Ghenea – mezcla de audio
- Bryce Bordone – asistente de ingeniero
- Randy Merrill – ingeniero de masterización
- Laura Sisk – grabación
- Jon Gautier – grabación
- David Hart – grabación